# Санторо, Винченцо
Винченцо Санторо (итал. Vincenzo Santoro; 24 мая 1886, Асколи-Сатриано, королевство Италия — 21 мая 1943, Рим, королевство Италия) — итальянский куриальный прелат, ватиканский сановник и доктор обоих прав. Асессор Священной Консисторской Конгрегации с 3 июля 1930 по 21 мая 1943. Консультант Священной Конгрегации по чрезвычайным делам церкви 11 января 1931 по 21 мая 1943. Секретарь Коллегии Кардиналов с 24 января 1930 по 21 мая 1943. Секретарь Конклава 1939 года. 

## Ранние годы и образование
Винченцо Санторо родился 24 мая 1886 года в семье Чириако Санторо и Лукреции Каджезе, в Асколи-Сатриано, королевство Италия, где и был крещён.
Первым этапом было то, что Санторо изучал гуманитарные науки в семинарии Асколи-Сатриано, и окончив учёбу в семинарии, с разрешения епископа получил степень бакалавра в Мольфетте в 1908 году.
Будучи преподавателем в начальных классах упомянутой семинарии, он завершил своё обучение в Папском Леонианском Коллегиуме в Ананьи, где он окончил курс теологии, и получив 8 апреля 1912 года дипломные письма из епархиальной курии Асколи, он был рукоположен в сан диакона и священника.
Санторо был просинодальным экзаменатором епархии Асколи-Сатриано.
Санторо получил докторантуру в теологии и докторантуру «utroque iure» в гражданском и каноническом праве.

## На работе в Римской курии
В дальнейшем Санторо переезжает в Рим и переходит на службу Святого Престола. 5 января 1929 года, Папа Пий XI назначает Санторо Придворным прелатом Его Святейшества, а 3 июля 1930 года асессором Священной Консисторской Конгрегации и 11 января 1931 года консультантом Священной Конгрегации по чрезвычайным делам церкви.

## Конклав 1939 года
Монсеньор Санторо принимал участие в качестве асессора Священной Консисторской Конгрегации и секретаря Священного Коллегии Кардиналов в Конклаве 1939 года, на котором кардинал Эудженио Пачелли был избран Папой Пиемй XII.

## Личная жизнь
Монсеньор Санторо оставался всегда привязан к своей родной епархии, охотно предоставлял в её распоряжение свои средства, так он предложил необходимый капитал, для создания бенефиций нового прихода Святого Потито в Асколи-Пичено, принадлежащего францисканцам-братьям меньшим, учреждённым монсеньором Витторио Консильери на праздник Святейшего Сердца Иисусова в 1941 году.
Монсеньор Санторо скончался в Риме 21 мая 1943 года в возрасте 57 лет. Его последними словами были: «Небо настолько красиво, что я не жалею земли!».
На его погребальном мемориале, была выгравирована о нём следующая эпитафия: «Он посвятил свою священническую жизнь Богу, Церкви, душам».